# Darnis cuneata
Darnis cuneata är en insektsart som beskrevs av Butler. Darnis cuneata ingår i släktet Darnis och familjen hornstritar. Inga underarter finns listade i Catalogue of Life.